# Монльё-ла-Гард (кантон)
Монльё-ла-Гард (фр. Montlieu-la-Garde) — кантон во Франции, находится в регионе Пуату — Шаранта. Департамент кантона — Шаранта Приморская. Входит в состав округа Жонзак. Население кантона на 2006 год составляло 6384 человек.
Код INSEE кантона — 1719. Всего в кантон Монльё-ла-Гард входят 13 коммун, из них главной коммуной является Монльё-ла-Гард.

## Коммуны кантона
- Беднак: население — 548 чел.
- Бюссак-Форе: население — 938 чел.
- Шатне: население — 213 чел.
- Шенье (Шаранта Приморская): население — 641 чел.
- Шевансо: население — 1020 чел.
- Ле-Пен: население — 73 чел.
- Мериньяк (Шаранта Приморская): население — 202 чел.
- Монльё-ла-Гард: население — 1318 чел.
- Ориньоль: население — 604 чел.
- Полиньяк (Шаранта Приморская): население — 121 чел.
- Пуйяк: население — 222 чел.
- Сент-Коломб: население — 119 чел.
- Сен-Пале-де-Негриньяк: население — 365 чел.